# Ne (kana)
A hiragana ね, katakana ネ, Hepburn-átírással: ne, magyaros átírással: ne japán kana. A hiragana és a katakana is a 祢 kandzsiból származik. A godzsúonban (a kanák sorrendje, kb. „ábécérend”) a 24. helyen áll. A ね Unicode kódja U+306D, a ネ kódja U+30CD. 
|            | Hepburn és magyaros | Hiragana (Unicode) | Katakana    |
| ---------- | ------------------- | ------------------ | ----------- |
| Alapalak   | ne                  | ね (U+306D)        | ネ (U+30CD) |
| Dakutennel | –                   | –                  | –           |

## Vonássorrend
|  |  |
|  |  |